# 보르즈부아레리즈주

보르즈부에라리즈 주

보르즈부아레리즈주(아랍어: ولاية برج بوعريريج)는 알제리 동부에 위치한 주로, 주도는 보르즈부아레리즈이며 면적은 4,115km2, 인구는 634,396명(2008년 기준)이다. 알제리에 있는 전자 제품 공장이 많은 주로 알려져 있으며 알제리의 수도 알제에서 약 200km 정도 떨어진 곳에 위치한다.